# Hằng số Catalan
Trong toán học và tổ hợp, hằng số Catalan G, đặt tên theo nhà toán học Eugène Charles Catalan, được định nghĩa là
{\displaystyle G=\beta (2)=\sum _{n=0}^{\infty }{\frac {(-1)^{n}}{(2n+1)^{2}}}={\frac {1}{1^{2}}}-{\frac {1}{3^{2}}}+{\frac {1}{5^{2}}}-{\frac {1}{7^{2}}}+{\frac {1}{9^{2}}}-\cdots }
trong đó β là hàm beta Dirichlet. Giá trị của nó là khoảng (dãy số A006752 trong bảng OEIS)
G = 0915965594177219015054603514932384110774…
Hiện vẫn chưa biết liệu G là số vô tỷ hay không, chưa nói đến tính siêu việt của nó.
Chuỗi tương tự nhưng có vẻ phức tạp hơn
{\displaystyle \sum _{n=0}^{\infty }{\frac {(-1)^{n}}{(2n+1)^{3}}}={\frac {1}{1^{3}}}-{\frac {1}{3^{3}}}+{\frac {1}{5^{3}}}-{\frac {1}{7^{3}}}+{\frac {1}{9^{3}}}-\cdots }
có thể được tính bằng chính xác π3/32.

## Đẳng thức tích phân
Một số đồng nhất thức liên quan đến tích phân xác định bao gồm
{\displaystyle {\begin{aligned}G&=\iint _{[0,1]^{2}}\!{\frac {1}{1+x^{2}y^{2}}}\,dx\,dy\\[3pt]G&=\int _{0}^{1}\int _{0}^{1-x}{\frac {1}{1-x^{2}-y^{2}}}\,dy\,dx\\[3pt]G&=\int _{1}^{\infty }{\frac {\ln t}{1+t^{2}}}\,dt\\[3pt]G&=-\int _{0}^{1}{\frac {\ln t}{1+t^{2}}}\,dt\\[3pt]G&=\int _{0}^{\frac {\pi }{4}}{\frac {t}{\sin t\cos t}}\,dt\\[3pt]G&={\tfrac {1}{4}}\int _{-{\frac {\pi }{2}}}^{\frac {\pi }{2}}{\frac {t}{\sin t}}\,dt\\[3pt]G&=\int _{0}^{\frac {\pi }{4}}\ln \cot t\,dt\\[3pt]G&=-\int _{0}^{\frac {\pi }{4}}\ln \tan t\,dt\\[3pt]G&={\tfrac {1}{2}}\int _{0}^{\frac {\pi }{2}}\ln(\sec t+\tan t)\,dt\\[3pt]G&=\int _{0}^{1}{\frac {\arccos t}{\sqrt {1+t^{2}}}}\,dt\\[3pt]G&=\int _{0}^{1}{\frac {\operatorname {arsinh} t}{\sqrt {1-t^{2}}}}\,dt\\[3pt]G&=\int _{0}^{\infty }\arctan e^{-t}\,dt\\[3pt]G&={\tfrac {1}{2}}\int _{0}^{\infty }{\frac {t}{\cosh t}}\,dt\\[3pt]G&={\frac {\pi }{2}}\int _{1}^{\infty }{\frac {(t^{4}-6t^{2}+1)\ln \ln t}{(1+t^{2})^{3}}}\,dt\\[3pt]G&=1+\lim _{\alpha \to {1^{-}}}\!\left\{\int _{0}^{\alpha }\!{\frac {(1+6t^{2}+t^{4})\arctan {t}}{t(1-t^{2})^{2}}}\,dt+2\operatorname {arctanh} {\alpha }-{\frac {\pi \alpha }{1-\alpha ^{2}}}\right\}\\[3pt]G&=1-{\frac {1}{8}}\iint _{\mathbb {R} ^{2}}\!\!{\frac {x\sin(2xy/\pi )}{\,(x^{2}+\pi ^{2})\cosh x\sinh y\,}}\,dxdy\end{aligned}}}
trong đó ba công thức cuối liên quan đến tích phân Malmsten.
Nếu K(k) là tích phân elliptic đầy đủ loại I, với k là môđun elliptic, thì
{\displaystyle G={\tfrac {1}{2}}\int _{0}^{1}\mathrm {K} (k)\,dk.}
Với hàm gamma Γ(x + 1) = x!
{\displaystyle {\begin{aligned}G&={\frac {\pi }{4}}\int _{0}^{1}\Gamma \left(1+{\frac {x}{2}}\right)\Gamma \left(1-{\frac {x}{2}}\right)\,dx\\&={\frac {\pi }{2}}\int _{0}^{\frac {1}{2}}\Gamma (1+y)\Gamma (1-y)\,dy.\end{aligned}}}
Tích phân
{\displaystyle G=\operatorname {Ti} _{2}(1)=\int _{0}^{1}{\frac {\arctan t}{t}}\,dt}
là một hàm số đặc biệt, gọi là tích phân hàm tan nghịch, và được nghiên cứu đặc biệt bởi Srinivasa Ramanujan.

## Ứng dụng
Hằng số G xuất hiện trong tổ hợp, cũng như các giá trị của hàm polygamma thứ hai (còn gọi là hàm trigamma):
{\displaystyle {\begin{aligned}\psi _{1}\left({\tfrac {1}{4}}\right)&=\pi ^{2}+8G\\\psi _{1}\left({\tfrac {3}{4}}\right)&=\pi ^{2}-8G.\end{aligned}}}
Simon Plouffe đưa ra một tập hợp vô hạn các đẳng thức giữa hàm trigamma, π2 và hằng số Catalan; chúng được biểu diễn thành các đường đi trên một đồ thị.
Trong tôpô ít chiều, hằng số Catalan là bội của thể tích của một khối bát diện hyperbolic lý tưởng.
Nó cũng xuất hiện trong phân phối sec hyperbolic.

## Liên hệ với những hàm số khác
Hằng số Catalan xuất hiện thường xuyên trong những hàm Clausen, tích phân tan nghịch, tích phân sin nghịch, hàm G Barnes, cũng như tích phân và chuỗi hội tụ của những hàm này.
Một ví dụ cụ thể, bằng cách biểu diễn tích phân tan ngược theo hàm Clausen, sau đó biểu diễn các hàm Clausen theo hàm G Barnes, ta được hệ thức sau đây (xem thêm hàm Clausen):
{\displaystyle G=4\pi \log \left({\frac {G\left({\frac {3}{8}}\right)G\left({\frac {7}{8}}\right)}{G\left({\frac {1}{8}}\right)G\left({\frac {5}{8}}\right)}}\right)+4\pi \log \left({\frac {\Gamma \left({\frac {3}{8}}\right)}{\Gamma \left({\frac {1}{8}}\right)}}\right)+{\frac {\pi }{2}}\log \left({\frac {1+{\sqrt {2}}}{2\left(2-{\sqrt {2}}\right)}}\right)}.
Nếu ta định nghĩa siêu việt Lerch Φ(z,s,α) (liên quan đến hàm zeta Lerch)  là
{\displaystyle \Phi (z,s,\alpha )=\sum _{n=0}^{\infty }{\frac {z^{n}}{(n+\alpha )^{s}}},}
thì
{\displaystyle G={\tfrac {1}{4}}\Phi \left(-1,2,{\tfrac {1}{2}}\right).}

## Chuỗi hội tụ nhanh
Hai công thức sau gồm những chuỗi hội tụ nhanh, phù hợp để tính giá trị của hằng số này:
{\displaystyle {\begin{aligned}G&=3\sum _{n=0}^{\infty }{\frac {1}{2^{4n}}}\left(-{\frac {1}{2(8n+2)^{2}}}+{\frac {1}{2^{2}(8n+3)^{2}}}-{\frac {1}{2^{3}(8n+5)^{2}}}+{\frac {1}{2^{3}(8n+6)^{2}}}-{\frac {1}{2^{4}(8n+7)^{2}}}+{\frac {1}{2(8n+1)^{2}}}\right)-\\&\qquad -2\sum _{n=0}^{\infty }{\frac {1}{2^{12n}}}\left({\frac {1}{2^{4}(8n+2)^{2}}}+{\frac {1}{2^{6}(8n+3)^{2}}}-{\frac {1}{2^{9}(8n+5)^{2}}}-{\frac {1}{2^{10}(8n+6)^{2}}}-{\frac {1}{2^{12}(8n+7)^{2}}}+{\frac {1}{2^{3}(8n+1)^{2}}}\right)\end{aligned}}}
và
{\displaystyle G={\frac {\pi }{8}}\log \left(2+{\sqrt {3}}\right)+{\frac {3}{8}}\sum _{n=0}^{\infty }{\frac {1}{(2n+1)^{2}{\binom {2n}{n}}}}.}
Nền tảng lý thuyết cho hai chuỗi trên được đặt ra bởi Broadhurst, cho công thức thứ nhất, và Ramanujan, cho công thức thứ hai. Một thuật toán để tính nhanh hằng số Catalan được xây dựng bởi E. Karatsuba.

## Chữ số đã biết
Số chữ số đã tính được của hằng số Catalan G ngày càng tăng trong những thập kỷ gần đây, nhờ vào hiệu năng của máy tính và cải thiện trong thuận toán.
| Ngày          | Số chữ số thập phân | Tính bởi                         |
| ------------- | ------------------- | -------------------------------- |
| 1832          | 16                  | Thomas Clausen                   |
| 1858          | 19                  | Carl Johan Danielsson Hill       |
| 1864          | 14                  | Eugène Charles Catalan           |
| 1877          | 20                  | James W. L. Glaisher             |
| 1913          | 32                  | James W. L. Glaisher             |
| 1990          | 20000               | Greg J. Fee                      |
| 1996          | 50000               | Greg J. Fee                      |
| Tháng 8, 1996 | 100000              | Greg J. Fee & Simon Plouffe      |
| Tháng 9, 1996 | 300000              | Thomas Papanikolaou              |
| 1996          | 1500000             | Thomas Papanikolaou              |
| 1997          | 3379957             | Patrick Demichel                 |
| Tháng 1, 1998 | 12500000            | Xavier Gourdon                   |
| 2001          | 100000500           | Xavier Gourdon & Pascal Sebah    |
| 2002          | 201000              | Xavier Gourdon & Pascal Sebah    |
| Tháng 10 2006 | 5000                | Shigeru Kondo & Steve Pagliarulo |
| Tháng 8, 2008 | 10000               | Shigeru Kondo & Steve Pagliarulo |
| Tháng 1, 2009 | 15510000            | Alexander J. Yee & Raymond Chan  |
| Tháng 4, 2009 | 31026000            | Alexander J. Yee & Raymond Chan  |
| Tháng 6, 2015 | 200000001100        | Robert J. Setti                  |
| Tháng 4, 2016 | 250000              | Ron Watkins                      |
| Tháng 2, 2019 | 300000              | Tizian Hanselmann                |
| Tháng 3, 2019 | 500000              | Mike A & Ian Cutress             |
| Tháng 7, 2019 | 600000100           | Seungmin Kim                     |

## Xem thê
- Các giá trị cụ thể của hàm zeta Riemann
- Hằng số toán học